# Пирокластична вълна
Пирокластичната вълна е кипяща маса от нагорещени, токсични газове, сажди и пулверизирана пепел, която се образува по време на много експлозивни вулканични изригвания. Тя прилича на пирокластичния поток, но е с по-ниска плътност, по-висока температура и много по-високо съдържание на отровни газове и пулверизирани скали, които я правят по-бърза, по-бурна и способна да преминава водни басейни и възвишения без да утихва. Скоростта на пирокластичната вълна е по-висока от тази на пирокластичните потоци. При изригването на Света Елена пирокластичната вълна достига скорост от 130 метра в секунда, а при изригването на Мон Пеле – 100 метра в секунда. Пирокластичните вълни биват три вида, при които за база на сравнение се използва въздушната вълна, повърхностната вълна и характеристиките ѝ.

## Въздушна вълна
Първата докладвана въздушна пирокластична вълна е след изригването на вулкана Таал през 1965 г. Вулканолозите забелязват, че при това явление има разлика между пирокластичните потоци. Оприличават ги на ядрени облаци. Въздушните пирокластични вълни се наричат така поради факта, че оказват влияние върху въздуха над тях. Те предизвикват силни ветрове и ударни вълни предшестващи облака до минута преди него. Има документирани случай, при които вятърът се появява само няколко секунди преди удара на вълната. Въздушните пирокластични вълни достигат скорост до и над 130 метра в секунда и температура от над 500 градуса. Те се получават при силни плиниански и водно–магмени изригвания.

## Пренапрежителна вълна
Това са най-унищожителните пирокластични вълни. Те се образуват при най-силните магмени изригвания – пелейски и плиниански. Те са по-бавни от въздушните пирокластични вълни и достигат скорост до 100 метра в секунда, но температурата им е над 600 градуса. Те са толкова огромни и мощни, че ако пред тях има някаква сграда топлината я изпепелява, а силата на вълната я взривява. Те убиват чрез отровния свръхгорещ газ, който унищожава дихателната система подобно на пирокластичните потоци.

## Наземна вълна
Този вид пирокластични вълни много наподобяват пирокластичните потоци. Температурата им достига до 300 градуса, а скоростта им рядко надхвърля 600 километра в час. Обикновено покриват земята със слой дебел до 1 м., който се състои от кристални фрагменти и втвърдена вулканична пепел. Тези пирокластични вълни се появяват много по-често от другите два вида.